# Sekgoma II.
Sekgoma II. (* 1869; † 17. November 1925; auch Sekgoma a kgama leraraetsa) war ein traditioneller Herrscher (Setswana: kgosikgolo) der Bamangwato in Bechuanaland, dem heutigen Botswana. Sein Sohn Seretse Khama wurde erster Präsident Botswanas. 
Er war der Sohn des langjährigen Herrschers Khama III. und der ersten Frau Khamas, Elizabeth MmaBessie. Sein Vater, der in Shoshong residierte, schickte ihn 1898 wegen politischer Differenzen ins Exil nach Lephephe und Nata. Erst 1920 versöhnten sie sich. 1923 starb Khama III., so dass ihm Sekgoma II., mit 54 Jahren, im Amt folgte. Seine Herrschaft dauerte nur zwei Jahre, bis er verstarb. Sekgomas 1921 geborener Sohn, Seretse II., war zu jung, um die Nachfolge anzutreten, so dass Sekgomas jüngerer Bruder Tshekedi Khama als Regent sowie Vormund Seretses berufen wurde. Seretse II. wurde 1966 als Seretse Khama erster Präsident Botswanas; dessen Sohn Ian Seretse Khama war von 2008 bis 2018 Präsident des Landes. 